# Ced 111
Ced 111 è una nebulosa a riflessione visibile nella costellazione del Camaleonte.
Si individua nella parte settentrionale della costellazione, circa 2° a nordest della stella δ Chamaeleontis, di quarta magnitudine; si trova nella parte centrale di una nebulosa oscura estesa per alcuni gradi, la cui presenza può essere rilevata dall'assenza di stelle di fondo nella sua direzione. La sua declinazione è fortemente australe, al punto che può essere osservata quasi esclusivamente dalle regioni dell'emisfero australe terrestre, sebbene sia visibile, molto bassa, sull'orizzonte, anche pochi gradi a nord dell'equatore.
Ced 111 costituisce una piccola parte illuminata della Nube del Camaleonte, una nube molecolare in cui hanno luogo dei fenomeni di formazione stellare generanti stelle di piccola massa; questa nube riveste una grande importanza nello studio della formazione dei sistemi planetari e delle nane brune. La stella responsabile dell'illuminazione della nebulosa è la giovanissima stella HD 97048, una stella T Tauri facente parte dell'associazione Chamaeleon T1, un gruppo di stelle T Tauri legato fisicamente alla nube Chamaeleon I, in cui si sono formate. Da notare che il SIMBAD riporta questa stella indicandola come una variabile Orione.